# Острова Лау
Лау (фидж. Lau Islands) — острова в Республике Фиджи. Административно входят в состав одноимённой провинции.

## География
Острова Лау расположены в южной части Тихого океана, к востоку от моря Коро. Архипелаг состоит из примерно 60 островов, из которых тридцать обитаемы. Общая площадь суши составляет около 487 км². Географически и с точки зрения культуры, острова Лау занимают промежуточное положение между меланезийскими островами Фиджи и полинезийскими островами Тонга.
Большинство островов в северной части Лау имеют вулканическое происхождение. В связи с тем, что почва на них отличается высоким плодородием, на этих островах развито сельское хозяйство. Южные острова архипелага имеют преимущественно коралловое происхождение.
Крупнейшие острова архипелага — Моала (62 км²), Лакемба (58,9 км²), Вануа-Мбалаву (53 км²). Другие относительно крупные острова — Титиа (34 км²), Камбара (31 км²), Тотоя (28 км²) и Фулага (18,5 км²).
Климат на островах тропический. Чётко выделяются два сезона: период засух, длящийся с апреля по октябрь, и период дождей.

## История
Европейским первооткрывателем островов стал английский путешественник Джеймс Кук, который в 1774 году открыл остров Ватоа, входящий в состав архипелага. Впоследствии острова были исследованы рядом других мореплавателей. В 1792 году британский путешественник Уильям Блай открыл остров Лакемба, а в 1797 году британский миссионер Джеймс Уилсон — острова Вануа-Мбалаву и Фулага. В 1827 году уже французский мореплаватель Дюмон-Дюрвиль обнаружил остров Тотоя. Не обошли внимание архипелаг и русские путешественники: в 1820 году Фаддей Беллинсгаузен открыл острова Оно-Илау, Михайлова (Тувана-Ира) и Симонова (Тувана-Итоло). В результате, к 1820-м годам острова Лау были наиболее детально нанесены на европейские карты, чем другие острова Фиджи. В 1839—1840 годах архипелаг был подробно изучен американским исследователем Чарльзом Уилксом.
Длительное время острова Лау находились под тонганским влиянием: между островитянами и тонганцами происходил регулярный товарообмен, существовали и политические связи. Политическое единство на архипелаге наступило достаточно поздно. Исторически он состоял из трёх территорий: Северных островов Лау, Южных островов Лау и островов Моала. Около 1855 года тонганский вождь Энеле Маафу завоевал этот регион и установил единое управление. Провозгласив себя туи-лау, или королём Лау, он принял конституцию и способствовал созданию на архипелаге христианских миссий. Первые миссионеры (уэслийцы с островов Тонга) прибыли на остров Лакемба ещё в 1835 году, но были оттуда изгнаны местным населением. Туи-найау (фидж. Tui Nayau), который был номинальным владыкой островов Лау, стал подчиняться Маафу. Объединение этих двух титулов произошло только в 1973 году.
Северные острова Лау, простиравшиеся на юг до острова Тувута, находились под управлением вождей острова Тавеуни, и население островов регулярно платило дань туи-такау (фидж. Tui Cakau). Однако в 1855 году Маафу установил над островами контроль, сделав из города Ломалома на острове Вануа-Мбалаву столицу. Южные острова Лау простирались от Оно-Илау на крайнем юге до острова Титиа на севере. Традиционно острова управлялись вождями туи-найау, но в 1855 году они также были завоёваны Маафу.
В 1874 году над островами Фиджи, как и над островами Лау, был установлен британский контроль: острова стали колонией Британской империей. С тех острова Лау были важным сельскохозяйственным центром, на котором производилась копра, шедшая на экспорт. После Первой мировой войны, когда спрос на неё резко упал, Лау превратились в задворки Фиджи.
С 1970 года архипелаг является частью независимой республики Фиджи.

## Население
Согласно переписи 2007 года, на островах проживало 10 683 человека. Острова Лау образуют одну из четырнадцати провинций Фиджи. Административный центр — город Тубоу, расположенный на южном побережье острова Лакемба. Провинция Лау входит в состав Восточного округа (в него также входят провинции Кандаву и Ломаивити).